# Campeonato Europeo de Ciclocrós de 2019
El XVII Campeonato Europeo de Ciclocrós se celebró en Silvelle (Italia) el 10 de noviembre de 2019 bajo la organización de la Unión Europea de Ciclismo (UEC) y la Federación Italiana de Ciclismo.

## Medallistas
| Evento    | Oro                                 | Plata                 | Bronce                         |
| --------- | ----------------------------------- | --------------------- | ------------------------------ |
| Masculino | Mathieu van der Poel · Países Bajos | Eli Iserbyt · Bélgica | Laurens Sweeck · Bélgica       |
| Femenino  | Yara Kastelijn · Países Bajos       | Eva Lechner · Italia  | Annemarie Worst · Países Bajos |

### Masculino
| Puesto            | Ciclista               | País         | Tiempo |
| ----------------- | ---------------------- | ------------ | ------ |
| Medalla de oro    | Mathieu van der Poel   | Países Bajos | 58:22  |
| Medalla de plata  | Eli Iserbyt            | Bélgica      | 58:25  |
| Medalla de bronce | Laurens Sweeck         | Bélgica      | 58:42  |
| 4                 | Michael Vanthourenhout | Bélgica      | 58:46  |
| 5                 | Lars van der Haar      | Países Bajos | 58:47  |
| 6                 | Quinten Hermans        | Bélgica      | 59:00  |
| 7                 | Toon Aerts             | Bélgica      | 59:23  |
| 8                 | Thomas Pidcock         | Reino Unido  | 59:32  |

### Femenino
| Puesto            | Ciclista            | País         | Tiempo |
| ----------------- | ------------------- | ------------ | ------ |
| Medalla de oro    | Yara Kastelijn      | Países Bajos | 41:05  |
| Medalla de plata  | Eva Lechner         | Italia       | 41:17  |
| Medalla de bronce | Annemarie Worst     | Países Bajos | 41:31  |
| 4                 | Maud Kaptheijns     | Países Bajos | 42:14  |
| 5                 | Laura Verdonschot   | Bélgica      | 42:21  |
| 6                 | Sanne Cant          | Bélgica      | 42:28  |
| 7                 | Alice Maria Arzuffi | Italia       | 42:28  |
| 8                 | Alicia Franck       | Bélgica      | 42:53  |